# Heribert Klar

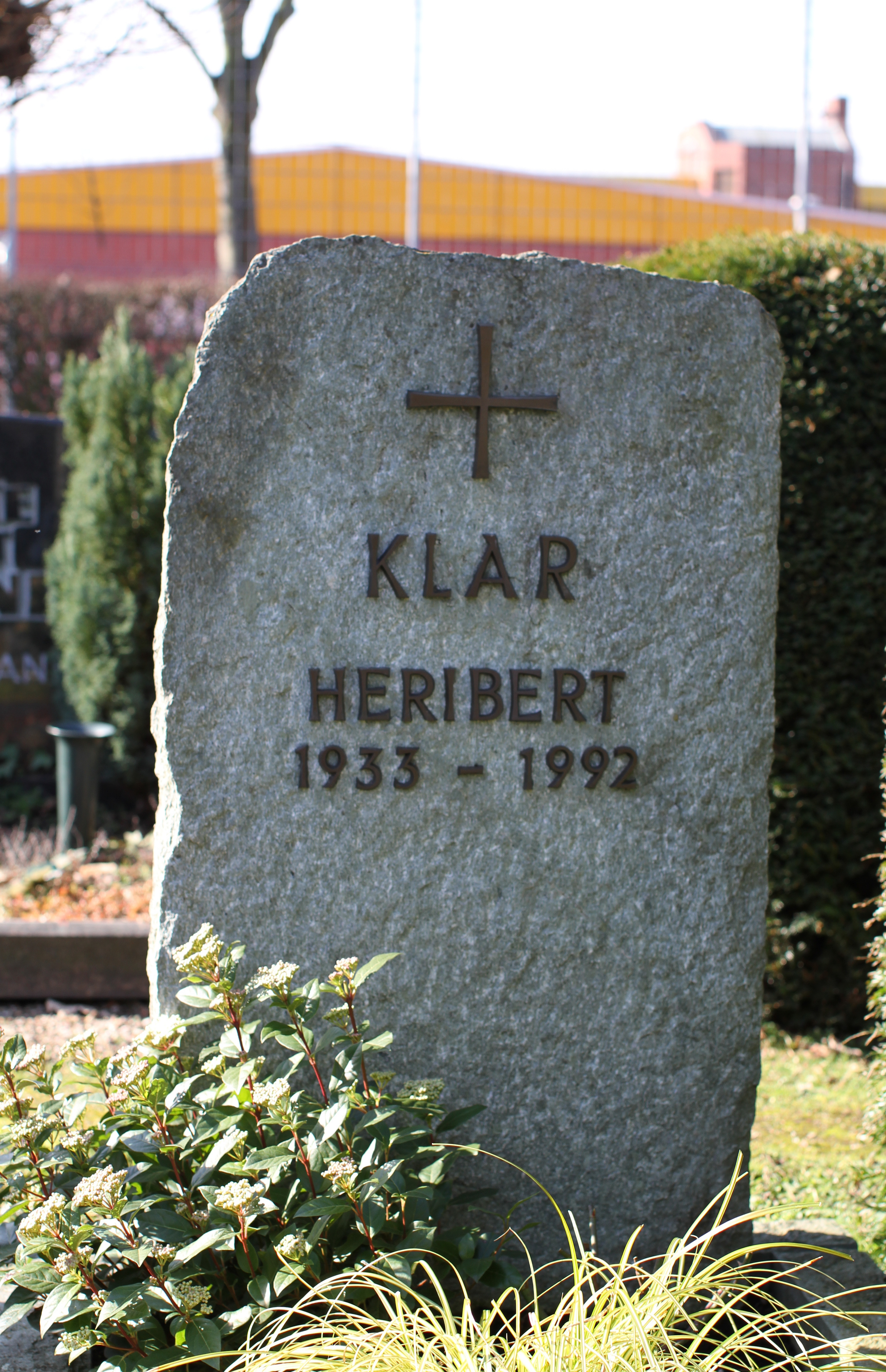
Grabstätte Heribert Klar, Friedhof Köln-Pesch

Heribert Peter Klar (* 17. August 1933 in Trier; † 4. Juni 1992 in Köln-Longerich) war ein deutscher Rechtspfleger und Autor. Als Mundartschriftsteller war er einem breiten Publikum des Rheinlandes ein Begriff.

## Leben und Werk

### Familie
Klars Familie war ursprünglich in der Stadt Köln ansässig, in der seine Eltern Peter Klar und Änne, geborene Feuser, um die Wende zum 20. Jahrhundert geboren wurden. Peter Klar erhielt eine Ausbildung zum Lehrer und trat als solcher eine Dienststelle im Ort Neumagen-Dhron an der Mosel an. Dort wuchsen die 1933 in einer Trierer Klinik geborenen Kinder der Familie, die Zwillingsbrüder Heribert Peter und Heinz-Günther heran.

### Ausbildung, Beruf
Heribert Klar wurde im Jahr 1939 oder 1940 eingeschult und wechselte später auf eine Oberschule für Jungen in Bernkastel-Kues. Nach seinem dortigen Abschluss nahm er eine Ausbildung an der Rechtspflegerschule Bad Münstereifel auf, die 1975 zur heutigen Fachhochschule für Rechtspflege Nordrhein-Westfalen in Bad Münstereifel wurde. Nach seiner Ausbildung zum Rechtspfleger nahm Klar seinen Wohnsitz in der Heimatstadt seiner Eltern in Köln, wo er als junger Inspektor seine berufliche Laufbahn am dortigen Gericht begann. Als Beamter des gehobenen Dienstes war er mit vielfältigen Aufgaben betraut und  zuletzt als Justizoberamtsrat am Oberlandesgericht Köln tätig.

### Werdegang als Heimatdichter
Klar gründete Anfang der 1960er Jahre eine Familie. Er erwarb ein Eigenheim in dem zu dieser Zeit anwachsenden Kölner Vorort Pesch. Dort, im Kreis seiner später um zwei Kinder angewachsenen Familie, verfasste er auch seine ersten, im Kölner Dialekt wiedergegebenen Arbeiten und wuchs  autodidaktisch mehr und mehr in seine im ripuarischen Dialekt angesiedelte Autorenschaft hinein.
Schon früh engagierte er sich in Vereinen für Mundartautoren und war bereits 1976 im Vorstand des Heimatvereins Alt-Köln tätig, der auch ihm selbst eine Plattform zur Veröffentlichung seiner im ripuarischen Dialekt verfassten Werke bot. Später schloss er sich der „Gruppe Rheinischer Mundartschriftsteller“ an, die die Sprachvarietäten zwischen Hunsrück und Niederrhein pflegte und wurde 1981 zum Vorsitzenden eines neu gegründeten Vereins „Gruppe Rheinischer Mundartschriftsteller e.V.“ mit Sitz in Köln gewählt. In dieser Zeit begann unter anderem auch eine 25 Jahre andauernde Zeit, in der er für die Kölnische Rundschau die Rubrik „Uns kölsche Verzällcher“ abwechselnd mit der ebenfalls beliebten Mundartautorin Cilli Martin mit regelmäßigen Beiträgen versah.
Heribert Klar entwickelte sich weiter und wurde zum Verfasser von Bühnenstücken, Hörspielen, Lyrik und Prosa und erhielt in dem im Januar 1984 gestarteten Hörfunkprogramm WDR 4 eine feste Sendezeit in regelmäßiger Folge. Als Koautor lieferte er Beiträge zu zahlreichen Anthologien. Die große Themenvielfalt, die sich Klar in einer Großstadt wie Köln bot, nutzte er in einer ihm eigenen Form des Kölner Humors in unzähligen zu Papier gebrachten Betrachtungen. Darunter sein Sonettenkranz auf den Kölner Dom oder Gedichte, von denen er für jede der zwölf großen romanischen Kirchen der Stadt ein spezielles verfasste. 
In Zusammenarbeit des Vereins „Rheinische Mundartschriftsteller e.V.“ mit dem Landschaftsverband Rheinland entstand die Schriftenreihe „Stimmen der Landschaft“, zu der Klar selbst Beiträge lieferte, Arbeiten seiner Autorenkollegen für diese Reihe auswählte und die Lektoratsarbeit übernahm. In Anerkennung seiner Verdienste verlieh ihm der Landschaftsverband im Jahr 1990 den Rheinlandtaler.

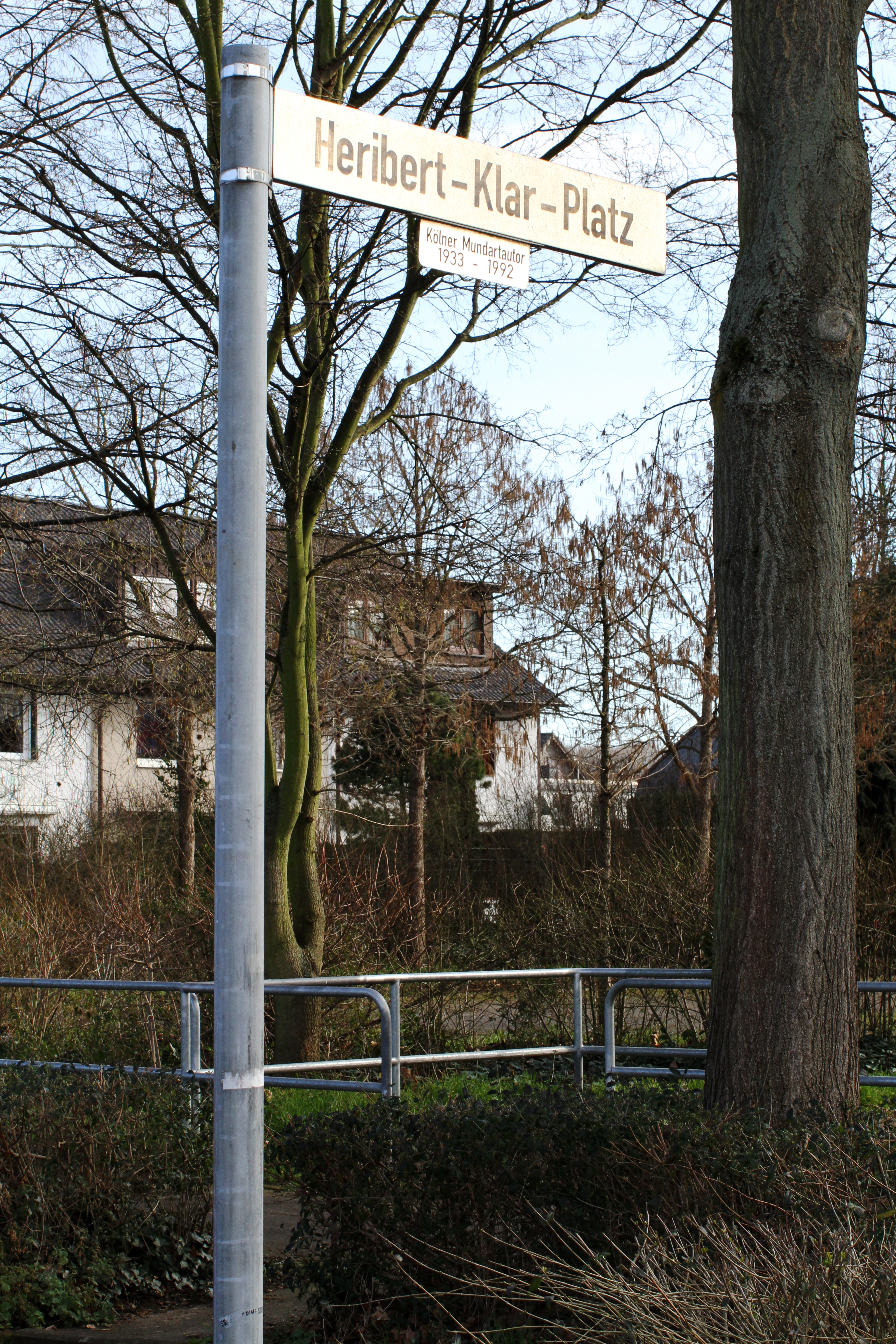
Heribert-Klar-Platz in Pesch

### Gedenken
Die Stadt Köln benannte im Stadtteil Pesch eine Freifläche an der Mengenicher Straße als Heribert-Klar-Platz. Auf der amtlichen Pescher Website des Friedhofes gibt sie Hinweise auf die Lage der Grabstätte des Dichters und schreibt zu Klar,

„…der, wenngleich kein gebürtiger Kölner, wie kaum einer die kölsche Sprache beherrschte und die kölsche Mentalität verstand.“

Ebenfalls zum Gedenken und zu Ehren ihres verstorbenen Gründungsvorsitzenden stiftet und verleiht die Gruppe Rheinischer Mundartschriftsteller e.V. an Personen, die sich um die Mundart verdient gemacht haben, im 2-Jahres-Turnus den „Heribert Klar-Preis“.

### Werke (Auswahl)
- Dat eß Kölle hück (1976)
- Koelsche Schrieve. Neue Koelner Mundartdichtungen (1977)
- Däm Alldag en de Kaat gespingks: Gedeechte, Leedcher, Verzällcher (1978)
- Mer hät nit Auge jenoch (1984)
- Es dat esu? Enfäll Jedanke Spillereie (1990)
- Dat es Kölle, wie et läv. Rümcher un Verzällcher us Kölle un rundseröm (1991)
- Ehrlich jesaht. Kölsche Rümcher un Verzällcher (1991)
- Wo et Hätz vun voll es. Kölscher Rümcher un Verzällcher üvver Vatterstadt un Muttersproch Köln (1993)
- Sulang et kölsche Hätz noch schleit, Kölsche Gedeechte, Leedcher un Verzällcher
- Met freschem Mot. Kölsche Rümcher un Verzällcher